# Mittlerer Weg
Mittlerer Pfad (Sanskrit madhyamā pratipad, Pali majjhimā paṭipadā) ist im Buddhismus ein Synonym für den Edlen Achtfachen Pfad. Im weiteren Sinne wird er im Buddhismus als Grundsatz verstanden, Extreme zu meiden.

## Hintergrund
Zu Zeiten des historischen Buddha waren die religiösen Schulen von Extremen geprägt; auch Siddharta Gautama selbst war ursprünglich Mitglied einer dieser Schulen, die sich durch extreme Formen von Askese und Weltabgewandtheit hervortaten. Zum Teil gingen diese Praktiken bis an die Grenze der Selbstzerstörung, wovon der Buddha auch Zeugnis ablegte. Erst als er sich von diesen Praktiken abwandte, fand er ohne Absicht die Erkenntnis.

## Botschaft
Bei der Predigt von Benares, seiner ersten Lehrrede nach der Erleuchtung, erläuterte Buddha den Mittleren Weg seinen ehemaligen Asketen-Gefährten:

„Zwei Extreme sind, ihr Mönche, von Hauslosen nicht zu pflegen. Welche zwei? Bei den Sinnendingen sich dem Anhaften am Sinnenwohl hingeben, dem niederen, gemeinen, gewöhnlichen, unedlen, heillosen; und sich der Selbstqual hingeben, der schmerzlichen, unedlen, heillosen. Diese beiden Extreme vermeidend, ist der Vollendete zum mittleren Vorgehen erwacht, das sehend und wissend macht, das zur Beruhigung, zum Überblick, zur Erwachung, zum Nirvāna führt.“

Somit lautet übersetzt, was sich im Mittleren Pfad widerspiegelt, dass die Erkenntnis weder in Vernachlässigung der erforderlichen Bedürfnisse zum Erhalt des Lebens, noch in einer den sinnlichen Dingen verhafteten Lebensweise zu finden sei. Teils wird dies so ausgelegt, dass es keiner Askese bedarf, was der eigentlichen Bedeutung widerspricht.
Der Mittlere Weg wird unter anderem mit dem Gleichnis einer Saite eines Musikinstrumentes beschrieben. Ist sie zu wenig gespannt, entsteht kein schöner Klang. Ist sie zu stark gespannt, kann sie reißen. Nur wenn eine Saite die geeignete Spannung zwischen den Extremen hat, kann sie einen schönen Klang erzeugen.
Neben der äußerlichen Extreme zwischen Zerstörung und Überförderung, bezieht sich das Vermeiden auf die Wurzeln dieser Auswüchse, die geistigen Aspekte, und hier sind die beiden Extreme von Gier (lobha bzw. raga) und Hass (dosa) gemeint. So ist Ablehnung wie Zuneigung abseits vom „Mittleren Weg“.

„Was auch immer in unserem Geist vorgeht: Wenn unsere Beweggründe noch nicht gut genug sind, können wir es nicht loslassen. Mit anderen Worten; es gibt zwei Seiten: Diese Seite hier und jene Seite dort. Leute neigen dazu, auf der einen Seite zu gehen oder auf der anderen. Da ist selten jemand, der in der Mitte geht. Es ist ein einsamer Pfad. Wenn da Liebe ist, gehen wir auf dem Pfad der Liebe. Wenn da Hass ist, dann gehen wir auf dem Pfad des Hasses. Wenn wir versuchen, Liebe und Hass loszulassen, ist es ein einsamer Pfad. Wir sind nicht gewillt, ihm zu folgen.“

Der Mittlere Weg ist durch Nagarjuna zur hauptsächlichen Lehre des Buddhismus geworden. Sie besagt, dass vier extreme Positionen vermieden werden sollen, nach denen die Dinge eine Substanz haben oder nur subjektiv existieren sollen oder beides oder keines von beidem. Stattdessen sollen sie abhängig sein. Mit Nagarjunas eigenen Worten aus einer Hymne an den Buddha: „Dialektiker behaupten, dass das Leid aus sich selbst heraus, durch etwas anderes, durch beides oder aber ohne eine Ursache entstanden ist“.